# Chevra kadisha

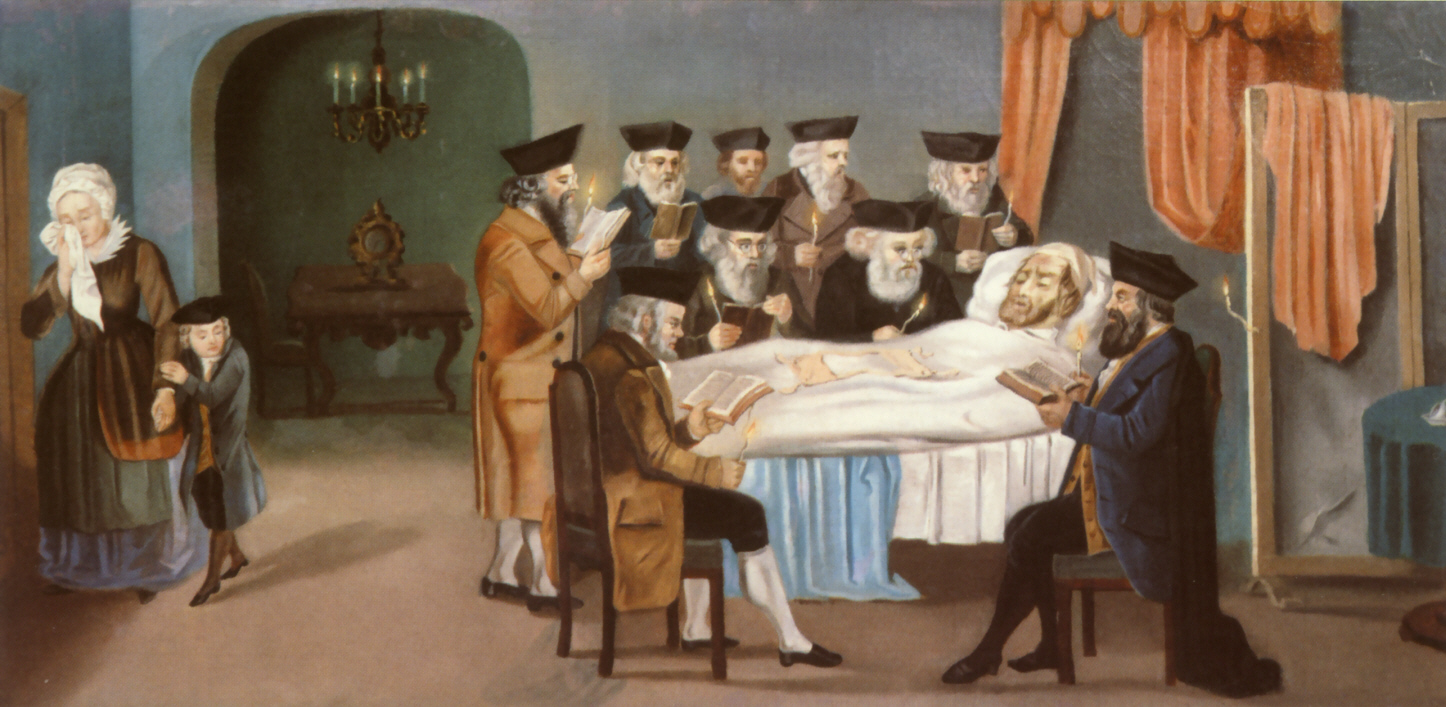
Uma mulher lamentando a morte do marido, Praga, 1772.

Chevra kadisha (do aramaico חברה קדישא "sociedade sagrada") é a sociedade de homens e mulheres judeus dedicados que executam as preparações dos corpos dos mortos de acordo com a halachá.